# ミカタスノーパーク
ミカタスノーパークは、かつて兵庫県美方郡香美町小代区で営業されていたスキー場である。

## 概要
兵庫県美方郡香美町小代区新屋に存在する。西日本リゾート観光株式会社が運営していた。「ミカタ」は、香美町小代区の旧称である美方町に由来する。かつては「ミカタ奥ハチスキー場」という名称であった。
夏場はゲレンデが但馬牛の放牧場「美方高原牧場」として活用されていた。
2020年10月現在営業は確認できず、公式HPもアクセスできないが草が大型機械で定期的に刈り取られていることから放棄されているわけではないと推測される。

## コース
- 4本のリフト、8本のコースが設定されているほか、アイテムが多数設けられていた[3]。

## 施設
- センターハウス：　チケット売り場、レストラン「はなみずき」、JSBA公認学校スクール受付、売店、休憩所、朝市カウンターなど
- ウエストハウス：　赤ちゃんエリア、レストテーブル、フリマスペース、レンタル田淵（アイテムレンタル）、レントルーム（レンタルルーム）
- ミカタ奥ハチ休憩棟：　レストテーブル、トイレ、自動販売機

## 交通
- 国道9号の小代口交差点から国道482号に入り、兵庫県道87号関宮小代線を通る。同県道沿いにある。
- 駐車場は平日は無料、土日祝日は1,000円である[3]。
- 全但バス秋岡線でJR山陰本線八鹿駅から約80分。終点「秋岡」で下車。徒歩約40分。